# Taki Inoue
Takachiho „Taki” Inoue (jap. 井上隆智穂 Inoue Takachiho; ur. 5 września 1963 w Kobe) – były japoński kierowca Formuły 1.

## Życiorys

### Początki kariery
Inoue w 1988 brał udział w Brytyjskiej Formule Ford, po czym w 1989 r. awansował do All-Japan F3, w której jeździł aż do 1993 r. Potem przejechał jeszcze sezon w międzynarodowej Formule 3000 w 1994.

### Formuła 1
Taki Inoue wziął udział w 18 Grand Prix Formuły 1, debiutując 6 listopada 1994. Nie zdobył żadnego punktu i nigdy nie ukończył wyścigu nie będąc zdublowanym, kiedy jeździł dla zespołu Footwork w sezonie 1995 uczestniczył w dwóch incydentach.
Pierwszy z nich miał miejsce po sesji treningowej w Grand Prix Monako. Gdy jego zgaszone auto było holowane do boksów, zostało uderzone przez samochód bezpieczeństwa, prowadzony przez Jeana Ragnottiego, co spowodowało kilkukrotne przetoczenie się bolidu w stronę barier. Mimo tego Inoue był w stanie wystartować w następnych wyścigach.
Drugi incydent miał miejsce w trakcie Grand Prix Węgier. Jego bolid zatrzymał się po 13 okrążeniach z powodu wysokiego ciśnienia oleju, czego następstwem był pożar. W trakcie gaszenia pojazdu Taki Inoue, pomagający służbom porządkowym, został potrącony przez samochód, który miał go zabrać z toru. W wyniku zderzenia kierowca złamał nogę, jednak wykurował się do następnych wyścigów.

W osiemnastu startach nie zdobyłem nawet punktu, a kwalifikacje były fatalne w moim wykonaniu. Notowałem czasy gorsze o 2-5 sekund od mojego kolegi z zespołu. W trakcie całej kariery nigdy nie wyprzedziłem nikogo na torze. Byłem zdecydowanie najgorszym kierowcą w historii Formuły 1.

Przez większość sezonu jego partnerem w teamie był Gianni Morbidelli, ale szybko został zastąpiony przez Maksa Papisa, który z czasem stał się pierwszym kierowcą w teamie Footwork.
W 1996 r. Inoue prowadził rozmowy z zespołem Tyrrella, ale zamiast niego do ekipy dołączył Ukyō Katayama, mający pieniądze od Mild Seven, jego sponsora ze spółki Japan Tobacco. W styczniu tego roku zaś ogłoszono, że Taki Inoue walczył o miejsce w teamie Minardi, jednak jeden z jego sponsorów zrezygnował w ostatniej chwili i do drużyny Giancarlo Minardiego dołączył debiutujący wówczas Giancarlo Fisichella, mając wsparcie ze strony włoskiego przedstawiciela marki Marlboro.
Kiedy dla Inoue skończyły się możliwości startów w Formule 1, po kilku próbach startów w samochodach sportowych, kierowca zakończył karierę w 1999 roku. Jest menadżerem kierowców wyścigowych w Japonii.

## Wyniki

### Formuła 1
| Sezon | Zespół          | Konstruktor | Zgł. | PKT | P. | P1 | P2 | P3 | Punkt. | PP | NO | NS | DK | NZ |
| ----- | --------------- | ----------- | ---- | --- | -- | -- | -- | -- | ------ | -- | -- | -- | -- | -- |
| 1994  | MTV Simtek Ford | Simtek      | 1    | -   | -  | 0  | 0  | 0  | 0      | 0  | 0  | 12 | 0  | 0  |
| 1995  | Footwork Hart   | Footwork    | 17   | -   | -  | 0  | 0  | 0  | 0      | 0  | 0  | 1  | 0  | 0  |